# 唐岐山
唐岐山（1931年1月—1988年10月），河南开封人，曾用名唐歧山、唐玉山，中共第九届、十届中央委员。

## 生平
1949年12月至1952年6月任郑州铁路局郑州机务段司炉，1952年6月至1953年10月参加抗美援朝，任机车司炉。1953年10月至1959年10月任郑州机务段副司机、司机。1954年7月加入中国新民主主义青年团。1956年9月加入中国共产党。1959年12月至1968年1月任郑州铁路局郑州机务北段司机长。文革中是郑州铁路局的造反派一把手。1968年1月至5月任郑州铁路局郑州机务北段革委会主任。1968年5月至1971年3月任郑州铁路局革委会副主任、工代会主任，河南省工代会副主任，郑州铁路北段党委书记。1971年3月至1977年7月任中共河南省委常委、郑州铁路局党委书记，1971年3月至1974年1月任郑州铁路局革委会副主任。1974年1月至1977年7月任中共郑州市委书记。1975年1月当选第四届全国人大常委。1977年7月停职审查，1978年1月撤销党内外一切职务，开除党籍。1979年12月被郑州市中级人民法院判处无期徒刑。